# Ratchis
Ratchis – książę Friuli (739–744) i król Longobardów (744–749). 
Jego ojcem był książę Pemmo. Jego żoną była rzymianka Tassia. Władał w pokoju do czasu oblężenia, z nieznanych powodów, Perugi. Papież Zachariasz namówił go do porzucenia oblężenia. Abdykował i wstąpił razem z rodziną do opactwa Monte Cassino. Po śmierci Aistulfa w 756 próbował odzyskać panowanie nad Longobardami, ale został pokonany przez Dezyderiusza i wysłany do klasztoru.